# Pietro Redondi
Pietro Redondi (Milano, 1950) è uno storico della scienza e scrittore italiano, noto soprattutto per le sue ricerche su Galileo Galilei.

## Biografia e carriera
Laureatosi in Filosofia nel 1974 presso l'Università Statale di Milano, consegue nel 1978 un dottorato di ricerca in storia della scienza presso l'École des hautes études en sciences sociales (EHESS) di Parigi, sotto la guida di P. Costabel e M.D. Grmek.
Dal 1981 al 1992, è a Parigi, presso il Centre Alexandre Koyré, in qualità di ricercatore del CNRS e, per alcuni anni, anche come direttore aggiunto. Nel 1983 fonda e dirige (fino al 1993) la rivista di storia delle scienze e della tecnologia "History and Technology". In questo stesso anno, diviene membro dell'Institute for Advanced Study (IAS).
Rientrato in Italia, dal 1992 al 2003 insegna, prima come professore associato poi come ordinario, Storia della scienza all'Università di Bologna, quindi, dal 2004, all'Università degli Studi di Milano - Bicocca, dove è anche membro del collegio docenti della Scuola di dottorato "Qua_si" e del Consiglio scientifico del Collegio di Milano.
Nel 2003, si reca nuovamente a Parigi come direttore di studi all'EHESS. Nel 2008, è responsabile del progetto di ricerca "Nascita di una comunità poliscientifica. Luoghi, attori e ideali di un secolo di cultura scientifica a Milano, 1863–1963" e, nel 2010, responsabile italiano del progetto internazionale di ricerca "L'impatto della megalopoli sulle acque" (Collaborazioni: Pirve, Cnrs). Da aprile a giugno 2012, è altresì professore invitato di Storia delle tecniche al Cnam (Conservatoire national des arts et métiers) di Parigi.

## L'opera "Galileo eretico"
Come ricercatore italiano legato alla Francia, Redondi ha lavorato all'archivio segreto del Vaticano dove ha scoperto, nei primi anni ottanta, un documento inedito che getta nuova luce su un importante aspetto del processo a Galileo Galilei.
Nel suo libro Galileo eretico del 1983, frutto di queste nuove ricerche e tradotto in sette lingue, Redondi, culturalmente erede di Alexandre Koyré, Lucien Febvre, Lynn Thorndike e Delio Cantimori, ha fornito una nuova interpretazione storica del processo a Galileo.
Secondo Redondi, la ragione principale che portò alla condanna di Galileo come "veementemente sospetto d'eresia" non va ricercata nella sua difesa della visione copernicana del cosmo, ma piuttosto in un suo precedente conflitto con Orazio Grassi, e quindi con i gesuiti, per alcune tesi che Galileo espose ne Il Saggiatore del 1623, in cui egli appoggiava la teoria atomistica di Democrito e del Timeo platonico, per cui, in quanto assertore dell'atomismo, andava contro l'aristotelismo su cui si basava la dottrina cattolica della transustanziazione in merito alla natura delle specie eucaristiche, e già sancita dal concilio tridentino.
La nuova edizione del libro del 2004 (poi ristampato nel 2009) contiene inoltre un saggio di aggiornamento dell'autore, con il bilancio dei vent'anni di ricerche ed analisi storico-critiche seguite alla prima edizione del 1983, ed aggiornato ai resoconti della consultazione di nuovi, ulteriori documenti divenuti disponibili in seguito all'apertura degli archivi dell'ex Sant'Uffizio.

## Alcune pubblicazioni
- Pietro Redondi, Epistemologia e storia della scienza: le svolte teoriche da Duhem a Bachelard, Feltrinelli Editore, 1º gennaio 1978, ISBN 9788807650185. URL consultato il 4 dicembre 2015.
- (FR) Pietro Redondi, L'accueil des idées de Sadi Carnot et la technologie française de 1820 à 1860: de la légende a l'histoire, Vrin, 1º gennaio 1980, ISBN 9782711606412. URL consultato il 4 dicembre 2015.
- Pietro Redondi, Galileo eretico, G. Einaudi, 1º gennaio 1983. URL consultato il 4 dicembre 2015.
- A cura di Pietro Redondi, Carlo Cattaneo e Giovanni Milani - Ferdinandea: scritti sulla ferrovia da Venezia a Milano, 1836-1841, Giunti, 1º gennaio 2001, ISBN 9788809021617. URL consultato il 4 dicembre 2015.
- A cura di Pietro Redondi e Domenico Lini, La scienza, la città, la vita. Milano 1906 l'Esposizione internazionale del Sempione, Skira e Università degli Studi di Milano-Bicocca, Milano 2006, 1º gennaio 2015. URL consultato il 4 dicembre 2015.
- Pietro Redondi, Storie del tempo,, Laterza, ISBN 9788842082644.
- Pietro Redondi, L'acqua e la sua vita: all'alba dell'ecologia : la Stazione di biologia e idrobiologia applicata di Milano, Guerini e associati, 1º gennaio 2010, ISBN 9788862502320. URL consultato il 4 dicembre 2015.
- Pietro Redondi, Città effimera. Arte, tecnologia, esotismo all'esposizione internazionale di Milano del 1906, Mazzotta, 1º gennaio 2015, ISBN 9788820220136. URL consultato il 4 dicembre 2015.
- (FR) A cura di Pietro Redondi,, Alexandre Koyré - De la mistique à la science. Cours, conférences et documents 1922-1962, Editions de l'Ehess, Paris, 2016, ISBN 9782713225048.[6]
- A cura di Pietro Redondi, Un best seller per l'Italia unita. Il bel Paese di Antonio Stoppani, Guerini e associati, 2012, ISBN 9788862504171.
- A cura di Pietro Redondi, La gomma artificiale. Giulio Natta e i Laboratori Pirelli, Guerini e associati, 2013, ISBN 9788862505093.
- A cura di Pietro Redondi, Citta effimera. Arte, tecnologia, esotismo all'Esposizione internazionale di Milano del 1906, Mazzotta, 2015, ISBN 9788820220136.
- A cura di Pietro Redondi e Maurizio Brown, Una storia civile. Dal Naviglio interno all'idrovia Milano-mare, Arti Grafiche Bianca & Volta, 2021, ISBN 9788890046575.

Redondi, oltre a scrivere per la rivista "History and Technology" (Harwood Academic Publishers, Londra, Zurigo, Parigi) da lui fondata, è autore di numerosi saggi apparsi su altre riviste e nel sito web Milano città delle scienze, talvolta raccolti in miscellanee di cui egli è curatore.